# Cevdet Sunay
Cevdet Sunay (født 10. februar 1899, død 22. maj 1982) var en tyrkisk militær officer, politiker og Tyrkiets femte præsident mellem 1966 og 1973.